# 108205 Baccipaolo
108205 Baccipaolo este un asteroid din centura principală de asteroizi.

## Descriere
108205 Baccipaolo este un asteroid din centura principală de asteroizi. A fost descoperit pe 26 aprilie 2001 la San Marcello Pistoiese de Luciano Tesi și Giuseppe Forti. Asteroidul prezintă o orbită caracterizată de o semiaxă mare de 2,52 ua, o excentricitate de 0,04 și o înclinație de 7,6° în raport cu ecliptica.